# Abderrazak Hamdallah
Abderrazak Hamdallah (in arabo عبد الرزاق حمد الله‎?; Safi, 17 dicembre 1990) è un calciatore marocchino, attaccante dell'Al-Hilal., in prestito dall'Al-Shabab

## Biografia
Nato a Safi, in Marocco, è il più piccolo di sette fratelli. È un musulmano praticante, ed è stato visto molte volte durante l'esecuzione del pellegrinaggio minore dell'ʿUmra.

## Caratteristiche tecniche
Hamdallah è un attaccante d'area, bravo nel fraseggio con i compagni ed efficace nel gioco aereo. È inoltre un ottimo rigorista: nella sua carriera ha battuto 93 penalty in partite ufficiali, trasformandone 79 (l'85% dei rigori calciati). Può segnare con entrambi i piedi ed è anche capace di fornire assist grazie alla sua visione di gioco. Tuttavia, è stato spesso criticato per la sua velocità.
È soprannominato "l'esecutore" per la sua capacità di segnare gol.

## Carriera

### Club
Cresciuto calcisticamente nell'Olympique Safi, il 14 febbraio 2013 lascia il Marocco, trasferendosi al club norvegese dell'Aalesund in cambio di 1 milione di euro, cifra che lo rende l'acquisto più costoso del club. Termina l'annata segnando 15 reti – da segnalare le due triplette segnate contro Lillestrøm e Viking – in 27 presenze.
Il 28 febbraio 2014 passa al Guangzhou R&F in cambio di 4.5 milioni di euro – più il 25% di una futura rivendita – nel campionato cinese. Il 24 luglio 2015 viene tesserato dall'Al-Jaish, società qatariota.
Il 23 agosto 2018 si accorda con l'Al-Nassr, in Arabia Saudita. Trascina la squadra alla vittoria del campionato, segnando 34 reti in 26 incontri, e conquistando il titolo di capocannoniere.
Dopo aver rescisso l'accordo con l'Al-Nassr, il 16 dicembre 2021 passa a parametro zero all'Al-Ittihad. Il 26 febbraio 2022 segna una tripletta nel derby vinto 4-3 contro l'Al-Ahli.

### Nazionale
Il 22 dicembre 2009 viene convocato nella nazionale under-23 marocchina per un ritiro di una settimana. Il 13 dicembre 2010, convocato una seconda volta, segna il primo gol in nazionale contro la Libia (vittoria per 4-0), in una partita valida per l'UNAF U-23 Tournament 2010.
Due anni dopo viene convocato per la prima volta in nazionale maggiore e, il 29 febbraio 2012, debutta in amichevole contro il Burkina Faso, subentrando al 71' al posto di Youssef El-Arabi.
Il 9 giugno 2013 segna invece il primo gol per la nazionale marocchina nella vittoria per 2-1 contro la Tanzania, valida per le qualificazioni al campionato del mondo 2014.
Nel 2019 lascia il ritiro della nazionale senza preavviso e per questa sua azione viene escluso momentaneamente dal giro della nazionale. Tuttavia, nel novembre dello stesso anno annuncia il suo ritiro dal calcio internazionale.
Nel febbraio 2022 annunciare il suo ritorno nel giro della nazionale e il 6 novembre dello stesso anno decide di scusarsi pubblicamente per il suo comportamento che lo aveva portato a essere escluso nel 2019.
Pochi giorni dopo, il 10 novembre, viene convocato dal CT Walid Regragui per disputare la fase finale dei Mondiali in Qatar, in cui ha registrato quattro presenze, tutte da subentrato, con il Marocco capace di concludere il torneo al quarto posto. In seguito al risultato storico ottenuto, nel dicembre successivo Hamdallah e il resto della rosa marocchina sono stati insigniti dell'Ordine del Trono durante un ricevimento al Palazzo Reale di Rabat.

## Statistiche

### Presenze e reti nei club
Statistiche aggiornate al 26 maggio 2025.
| Stagione              | Squadra               | Campionato            | Campionato | Campionato | Coppe nazionali | Coppe nazionali | Coppe nazionali | Coppe continentali | Coppe continentali | Coppe continentali | Altre coppe | Altre coppe | Altre coppe | Totale | Totale |
| Stagione              | Squadra               | Comp                  | Pres       | Reti       | Comp            | Pres            | Reti            | Comp               | Pres               | Reti               | Comp        | Pres        | Reti        | Pres   | Reti   |
| --------------------- | --------------------- | --------------------- | ---------- | ---------- | --------------- | --------------- | --------------- | ------------------ | ------------------ | ------------------ | ----------- | ----------- | ----------- | ------ | ------ |
| 2010-2011             | Olympique Safi        | B1                    | 9          | 0          | CT              | 1               | 0               | -                  | -                  | -                  | -           | -           | -           | 10     | 0      |
| 2011-2012             | Olympique Safi        | B1                    | 28         | 15         | CT              | 2               | 0               | -                  | -                  | -                  | -           | -           | -           | 30     | 15     |
| 2012-feb. 2013        | Olympique Safi        | B1                    | 18         | 15         | CT              | 3               | 2               | -                  | -                  | -                  | -           | -           | -           | 21     | 17     |
| Totale Olympique Safi | Totale Olympique Safi | Totale Olympique Safi | 55         | 30         |                 | 6               | 2               |                    | -                  | -                  |             | -           | -           | 61     | 32     |
| 2013                  | Aalesund              | ES                    | 27         | 15         | CN              | 3               | 4               | -                  | -                  | -                  | -           | -           | -           | 30     | 19     |
| 2014                  | Guangzhou R&F         | CSL                   | 22         | 22         | CC              | 1               | 0               | -                  | -                  | -                  | -           | -           | -           | 23     | 22     |
| gen.-giu.2015         | Guangzhou R&F         | CSL                   | 10         | 3          | CC              | 0               | 0               | ACL                | 6                  | 1                  | -           | -           | -           | 16     | 4      |
| Totale Guangzhou R&F  | Totale Guangzhou R&F  | Totale Guangzhou R&F  | 32         | 25         |                 | 1               | 0               |                    | 6                  | 1                  |             | -           | -           | 39     | 26     |
| 2015-2016             | Al-Jaish              | QSL                   | 23         | 21         | -               | -               | -               | ACL                | 8                  | 5                  | -           | -           | -           | 31     | 26     |
| 2016-2017             | Al-Jaish              | QSL                   | 25         | 20         | -               | -               | -               | -                  | -                  | -                  | -           | -           | -           | 25     | 20     |
| Totale Al-Jaish       | Totale Al-Jaish       | Totale Al-Jaish       | 48         | 41         |                 | -               | -               |                    | 8                  | 5                  |             | -           | -           | 56     | 46     |
| 2017-2018             | Al-Rayyan             | QSL                   | 20         | 18         | -               | -               | -               | ACL                | 5                  | 3                  | -           | -           | -           | 25     | 21     |
| 2018-2019             | Al-Nassr              | SPL                   | 26         | 34         | KCC             | 4               | 11              | ACL                | 5                  | 4                  | -           | -           | -           | 35     | 49     |
| 2019-2020             | Al-Nassr              | SPL                   | 27         | 29         | KCC             | 5               | 5               | ACL                | 7                  | 7                  | SA          | 1           | 1           | 40     | 42     |
| 2020-2021             | Al-Nassr              | SPL                   | 21         | 15         | KCC             | 3               | 1               | ACL                | 8                  | 5                  | SA          | 1           | 1           | 33     | 21     |
| 2021-gen.2022         | Al-Nassr              | SPL                   | 6          | 3          | KCC             | 0               | 0               | -                  | -                  | -                  | -           | -           | -           | 6      | 3      |
| Totale Al-Nassr       | Totale Al-Nassr       | Totale Al-Nassr       | 80         | 81         |                 | 12              | 17              |                    | 20                 | 16                 |             | 2           | 2           | 114    | 115    |
| gen.-giu. 2022        | Al-Ittihād            | SPL                   | 13         | 12         | KCC             | 2               | 1               | -                  | -                  | -                  | -           | -           | -           | 15     | 13     |
| 2022-2023             | Al-Ittihād            | SPL                   | 26         | 21         | KCC             | 3               | 1               | -                  | -                  | -                  | SS          | 2           | 3           | 31     | 25     |
| 2023-2024             | Al-Ittihād            | SPL                   | 24         | 19         | KCC             | 3               | 4               | ACL                | 9                  | 4                  | SS+CdC+CmC  | 2+3+1       | 2+1+0       | 42     | 30     |
| Totale Al-Ittihād     | Totale Al-Ittihād     | Totale Al-Ittihād     | 60         | 48         |                 | 8               | 6               |                    | 9                  | 4                  |             | 8           | 6           | 88     | 78     |
| 2024-2025             | Al-Shabab             | SPL                   | 26         | 21         | KCC             | 4               | 3               | -                  | -                  | -                  | -           | -           | -           | 30     | 24     |
| Totale carriera       | Totale carriera       | Totale carriera       | 346        | 276        |                 | 39              | 34              |                    | 48                 | 29                 |             | 10          | 8           | 441    | 361    |

### Cronologia presenze e reti in nazionale
| Cronologia completa delle presenze e delle reti in nazionale ― Marocco | Cronologia completa delle presenze e delle reti in nazionale ― Marocco | Cronologia completa delle presenze e delle reti in nazionale ― Marocco | Cronologia completa delle presenze e delle reti in nazionale ― Marocco | Cronologia completa delle presenze e delle reti in nazionale ― Marocco | Cronologia completa delle presenze e delle reti in nazionale ― Marocco | Cronologia completa delle presenze e delle reti in nazionale ― Marocco | Cronologia completa delle presenze e delle reti in nazionale ― Marocco |
| Data                                                                   | Città                                                                  | In casa                                                                | Risultato                                                              | Ospiti                                                                 | Competizione                                                           | Reti                                                                   | Note                                                                   |
| ---------------------------------------------------------------------- | ---------------------------------------------------------------------- | ---------------------------------------------------------------------- | ---------------------------------------------------------------------- | ---------------------------------------------------------------------- | ---------------------------------------------------------------------- | ---------------------------------------------------------------------- | ---------------------------------------------------------------------- |
| 29-2-2012                                                              | Marrakech                                                              | Marocco                                                                | 2 – 0                                                                  | Burkina Faso                                                           | Amichevole                                                             | -                                                                      | 71’                                                                    |
| 14-11-2012                                                             | Casablanca                                                             | Marocco                                                                | 0 – 1                                                                  | Togo                                                                   | Amichevole                                                             | -                                                                      | 65’                                                                    |
| 8-1-2013                                                               | Johannesburg                                                           | Zambia                                                                 | 0 – 0                                                                  | Marocco                                                                | Amichevole                                                             | -                                                                      | 46’                                                                    |
| 12-1-2013                                                              | Johannesburg                                                           | Marocco                                                                | 2 – 1                                                                  | Namibia                                                                | Amichevole                                                             | -                                                                      | 71’                                                                    |
| 8-6-2013                                                               | Marrakech                                                              | Marocco                                                                | 2 – 1                                                                  | Tanzania                                                               | Qual. Mondiali 2014                                                    | 1                                                                      | 75’                                                                    |
| 15-6-2013                                                              | Marrakech                                                              | Marocco                                                                | 2 – 0                                                                  | Gambia                                                                 | Qual. Mondiali 2014                                                    | -                                                                      | 70’                                                                    |
| 14-8-2013                                                              | Tangeri                                                                | Marocco                                                                | 1 – 2                                                                  | Burkina Faso                                                           | Amichevole                                                             | -                                                                      |                                                                        |
| 6-6-2014                                                               | Mosca                                                                  | Russia                                                                 | 2 – 0                                                                  | Marocco                                                                | Amichevole                                                             | -                                                                      | 76’                                                                    |
| 9-10-2014                                                              | Marrakech                                                              | Marocco                                                                | 4 – 0                                                                  | Rep. Centrafricana                                                     | Amichevole                                                             | 3                                                                      | 83’                                                                    |
| 13-10-2014                                                             | Marrakech                                                              | Marocco                                                                | 3 – 0                                                                  | Kenya                                                                  | Amichevole                                                             | -                                                                      |                                                                        |
| 13-11-2014                                                             | Agadir                                                                 | Marocco                                                                | 6 – 1                                                                  | Benin                                                                  | Amichevole                                                             | 2                                                                      |                                                                        |
| 16-11-2014                                                             | Agadir                                                                 | Marocco                                                                | 2 – 1                                                                  | Zambia                                                                 | Amichevole                                                             | -                                                                      | 57’                                                                    |
| 28-3-2015                                                              | Agadir                                                                 | Marocco                                                                | 0 – 1                                                                  | Uruguay                                                                | Amichevole                                                             | -                                                                      | 84’                                                                    |
| 12-6-2015                                                              | Agadir                                                                 | Marocco                                                                | 1 – 0                                                                  | Libia                                                                  | Qual. Coppa d'Africa 2017                                              | -                                                                      | 79’                                                                    |
| 9-10-2015                                                              | Agadir                                                                 | Marocco                                                                | 0 – 1                                                                  | Costa d'Avorio                                                         | Amichevole                                                             | -                                                                      | 66’                                                                    |
| 12-10-2015                                                             | Agadir                                                                 | Marocco                                                                | 1 – 1                                                                  | Guinea                                                                 | Amichevole                                                             | -                                                                      | 68’                                                                    |
| 12-6-2019                                                              | Marrakech                                                              | Marocco                                                                | 0 – 1                                                                  | Gambia                                                                 | Amichevole                                                             | -                                                                      | 46’                                                                    |
| 17-11-2022                                                             | Sharja                                                                 | Marocco                                                                | 3 – 0                                                                  | Georgia                                                                | Amichevole                                                             | -                                                                      | 46’                                                                    |
| 23-11-2022                                                             | Al Khawr                                                               | Marocco                                                                | 0 – 0                                                                  | Croazia                                                                | Mondiali 2022 - 1º turno                                               | -                                                                      | 81’                                                                    |
| 27-11-2022                                                             | Doha                                                                   | Belgio                                                                 | 0 – 2                                                                  | Marocco                                                                | Mondiali 2022 - 1º turno                                               | -                                                                      | 73’                                                                    |
| 1-12-2022                                                              | Doha                                                                   | Canada                                                                 | 1 – 2                                                                  | Marocco                                                                | Mondiali 2022 - 1º turno                                               | -                                                                      | 76’                                                                    |
| 14-12-2022                                                             | Al Khor                                                                | Francia                                                                | 2 – 0                                                                  | Marocco                                                                | Mondiali 2022 - Semifinale                                             | -                                                                      | 66’                                                                    |
| 28-3-2023                                                              | Madrid                                                                 | Marocco                                                                | 0 – 0                                                                  | Perù                                                                   | Amichevole                                                             | -                                                                      | 75’                                                                    |
| Totale                                                                 |                                                                        | Presenze                                                               | 23                                                                     |                                                                        | Reti                                                                   | 6                                                                      |                                                                        |

## Palmarès

### Club
- Qatar Crown Prince Cup: 1

Al Jaich: 2015-2016
- Campionato saudita: 2

Al Nassr: 2018-2019
Al Ittihad: 2022-2023
- Supercoppa saudita: 3

Al Nassr: 2019, 2020
Al Ittihad: 2022

### Individuale
- Capocannoniere del campionato marocchino: 1

2012-2013 (15 reti)
- Capocannoniere del campionato qatariota: 1

2015-2016 (21 reti ex aequo con Rodrigo Tabata)
- Capocannoniere del campionato saudita: 3

2018-2019 (34 reti), 2019-2020 (29 reti), 2022-2023 (21 reti)
- Globe Soccer Awards: 1

Miglior giocatore arabo: 2019
- Capocannoniere dell'AFC Champions League: 1

2020 (7 reti)
- Capocannoniere della Supercoppa saudita: 1

2022 (3 reti)
- Miglior giocatore della Supercoppa saudita: 1

2022